# فرخنده کلاه‌دار
فرخنده کلاه‌دار (نام علمی: Nemosia pileata) گونه‌ای از پرندگان تیرهٔ فرخندگان (Thraupidae) است که در آرژانتین، بولیوی، برزیل، کلمبیا، گویان فرانسه، گویان، پاراگوئه، پرو و ونزوئلا یافت می‌شود. زیستگاه‌های طبیعی آن جنگل‌های جلگه‌ای نمناک نیمه‌گرمسیری یا گرمسیری، جنگل‌های حرا نیمه‌گرمسیری یا گرمسیری و جنگل‌های پیشین به شدت دگرگون‌شده است.